# Bentley-Subglazialgraben
Der Bentley-Subglazialgraben (englisch Bentley Subglacial Trench) ist eine durch Gletschereis vollständig überdeckte Senke im westantarktischen Marie-Byrd-Land. Er liegt südlich des Byrd-Subglazialbeckens und wird von ihm, abgesehen von einem Durchlass am gemeinsamen östlichen Ende, durch einen subglazialen Gebirgskamm getrennt. Von diesem Durchlass nahe der Ellsworth Mountains erstreckt sich der Graben in westsüdwestlicher Richtung entlang der Nordflanke des Ellsworth-Subglazialhochlands bis zu einer Position von 81° 0′ S, 120° 0′ W. Sein tiefster Punkt liegt bei 80° 19′ S, 110° 5′ W und ist 2496 m unter dem Meeresspiegel. Er galt als die weltweit tiefste nichtunterseeische geomorphologische Depression, bis 2019 unter dem Denman-Gletscher im ostantarktischen Königin-Marie-Land ein Canyon mit einer Tiefe von rund 3500 m unter dem Meeresspiegel entdeckt wurde.
Seine Ausdehnung wurde mittels Sonarortung im Rahmen eines gemeinsamen Programms des Scott Polar Research Institute, der National Science Foundation und Dänemarks Technischer Universität zwischen 1967 und 1979 ermittelt. Das Advisory Committee on Antarctic Names benannte ihn 1961 nach dem US-amerikanischen Geophysiker Charles Bentley (1929–2017), der diesen Graben bei Vermessungen zwischen 1957 und 1958 von der Byrd-Station ausgehend entdeckt hatte.